# Premio Antonio Palacios
El Premio Antonio Palacios  (el título completo es Premio Antonio Palacios a Innovación) es un galardón concedido por el ayuntamiento de O Poriño. Se debe en honor al arquitecto gallego Antonio Palacios Ramilo, natural de Porriño. El objeto es promover las empresas que incorporen y desarrollen productos con innovación. Se suele convocar periódicamente por el Ayuntamiento (Concejalía de Formación y Empleo) y los ganadores (repartidos en tres categorías) reciben una dotación económica y un certificado.  